# خربة السركس (حيفا)
خربة السركس هي قرية تقعُ في أقصى جنوب قضاء حيفا على بعد 42 كم من مدينة حيفا وترتفعُ بـ 25 مترًا عن سطح البحر. بلغَ عدد سكّانها عام 1931 حوالي 383 نسمة منهم 366 من العرب و17 من اليهود. يرجعُ اسمها إلى الشركس الذين فرّوا من قيصر روسيا إلى ملاذ ولايات الإمبراطورية العثمانية. أُنشئت على أراضي القرية مستعمرتان هما «غان شموئيل» عام 1913 ومستوطنة «تلمي أليعيزر [الإنجليزية]» عام 1952.

## التاريخ

### قبل 1948
كانتِ القرية مبنيةً على هضبة صغيرة، وتبعدُ أكثر قليلاً من 3 كيلومترات إلى جهة الشمال الشرقي عن مستعمرة حديرا إلى الجنوب من طريق حديرا- عفولاه العام. يُوحي اسمها بمؤسّسيها الشركس الذين قَدِموا من تخوم روسيا الجنوبية، بعد أن طردتهم جيوش القيصر، والتمسوا لأنفسهم ملاذًا في الولايات العثمانية. من المعروف أن الشركس حلّوا في هذه المنطقة في القرن التاسع عشر ثم رحلوا عنها. سُمّيت القرية كذلك باسمِ عين العسل نسبة إلى عينِ ماءٍ كانت فيها وفي فترة الانتداب؛ صُنّفت القرية مزرعةً في معجم فلسطين الجغرافي المفهرَس.

### الاحتلال الإسرائيلي
أُنشئت مستعمرة غان شموئيل على بُعد كيلومتر واحد من القرية، في سنة 1913، كما أُنشئت مستعمرة باسمِ تلمي أليعيزر قُربَ موقع القرية في سنة 1952.

### القرية اليوم
ينتشرُ نبات الصبَار والسنابل في أرجاء الموقع؛ ولا أثر لأي من معالم القرية أو منازلها. يَستخدم المزارعون الإسرائيليون الأراضي الواقعة قُربَ الموقع لتربية المواشي ولزراعة الحمضيات.